# 駒込警察署
駒込警察署（こまごめけいさつしょ）は、警視庁が管轄する警察署の一つである。第五方面本部所属。署員数およそ150名の小規模警察署であり、署長は警視。
文京区の北東部と豊島区のごく一部を管轄している。
識別章所属表示はQE。

## 所在地
東京都文京区本駒込二丁目28番18号
最寄駅：山手線・東京メトロ南北線 駒込駅または都営地下鉄三田線 千石駅

## 施設
- 代用監獄（留置場）

## 管轄区域
文京区と豊島区の各一部を管轄している。
- 文京区
  - 本駒込一丁目、二丁目（一部を除く）、三・四・五丁目、六丁目（一部を除く）（本駒込二丁目の一部は富坂警察署の管轄。本駒込六丁目の一部は巣鴨警察署の管轄）
  - 千駄木一・二・三・四・五丁目（全域）
  - 向丘一丁目の一部（7から15番）、二丁目の一部（11番の一部、12番、13番の一部、14から39番）（それ以外の向丘一・二丁目は本富士警察署の管轄）
- 豊島区
  - 巣鴨一丁目の一部（16番の一部）（それ以外の巣鴨は巣鴨警察署の管轄）

## 沿革
- 1907年（明治40年）12月23日 - 本郷警察署（現：本富士警察署）の分署として創設。
- 1910年（明治43年）12月17日 - 駒込警察署と改称。
- 1913年（大正2年）8月 - 廃止された千駄木警察署の管轄を統合し、本郷駒込警察署となる。
- 1937年（昭和12年）9月1日 - 再び駒込警察署と改称
- 1987年（昭和62年）10月13日 - 現庁舎が完成。

## 組織
- 警務課
- 交通課
- 警備課
- 地域課
- 刑事組織犯罪対策課
- 生活安全課

## 交番
- 浅嘉交番（文京区本駒込一丁目1番14号）
- 上富士前交番（文京区本駒込五丁目3番4号）
- 団子坂交番（文京区千駄木三丁目31番11号）
- 動坂交番（文京区本駒込三丁目18番16号）
- 駐在所、地域安全センターはない。